# Authors of Forever
Authors of Forever é uma canção recordada pela cantora americana Alicia Keys para seu sétimo álbum de estúdio, Alicia (2020).

## Composição
"Authors of Forever" foi escrita e produzida por Keys, Johnny McDaid, Jonathan Coffer e co-produzida por Mark Ronson.

## Recepção da Crítica
O portal The Sunday Times chamou de "o reluzente pop FM dos anos 1980". O crítico de música Sal Cinquemani em avaliação a Slant Magazine disse que a música transmite "apelos mais positivos por esperança e mudança". O portal Cultura e Ponto Final disse que a cantora normaliza a solidão na faixa. "A artista diz que nascemos e morremos sozinhos, que podemos encontrar alguém durante a vida, mas que estar sozinho não é o fim do mundo e está tudo bem". Nick Levine do NME chamou de " uma joia agradável dos anos 80 com um toque de Lionel Richie".

## Uso na Mídia
"Authors of Forever" foi performada em um medley juntamente com "No One" em uma apresentação virtual para divulgar a nova linha de carros elétricos de luxo da Mercedes Benz, "All-Electric EQS”, sua estreia mundial ocorreu em 15 de Abril de 2021, na página oficial da marca no Youtube.